# 湯布院町湯平
湯布院町湯平（ゆふいんちょうゆのひら）とは、大分県由布市内の大字。郵便番号は879-5112。

## 地理
由布市の西部、大分川支流花合野川に位置する。旧大分郡湯平村の中心部であるとともに、療養型温泉の湯平温泉で知られる。町村制施行前の「谷川村」と同一の区域のため、湯平村字谷川と呼ばれていた時期があった。
湯布院町下湯平、湯布院町川西、庄内町直野内山と接し、他自治体とは玖珠郡九重町と接する。

## 歴史
- 1889年4月1日 - 町村制の施行により、旧谷川村・旧下川村をもって速見郡湯平村が成立（速見郡湯平村字谷川）
- 1899年3月7日 - 湯平村の所属郡が大分郡に変更。（大分郡湯平村字谷川）
- 1955年1月1日 - 由布院町と湯平村が合併し、湯布院町が成立。（大分郡湯布院町大字谷川/湯平）
- 2005年10月1日 - 挾間町・庄内町・湯布院町で新設合併、市政施行で由布市が成立。大字表記および、小字、番地の「の」が廃止される。（由布市湯布院町湯平）[3]。
- 2020年7月6日 - 令和2年7月豪雨で被災

## 小・中学校の学区
市立小・中学校に通う場合、学区は以下の通りとなる。2016年までは由布市立湯平小学校に通学していた。
| 町名         | 小学校               | 中学校               |
| ------------ | -------------------- | -------------------- |
| 湯布院町湯平 | 由布市立由布院小学校 | 由布市立湯布院中学校 |

## 交通

### バス
由布市が運営するコミュニティバスが運行されている。かつては湯平温泉場バス停があり、大分市内から当地まで大分バスが営業運転していた。

### 道路
大分県道537号湯平温泉線

## 施設

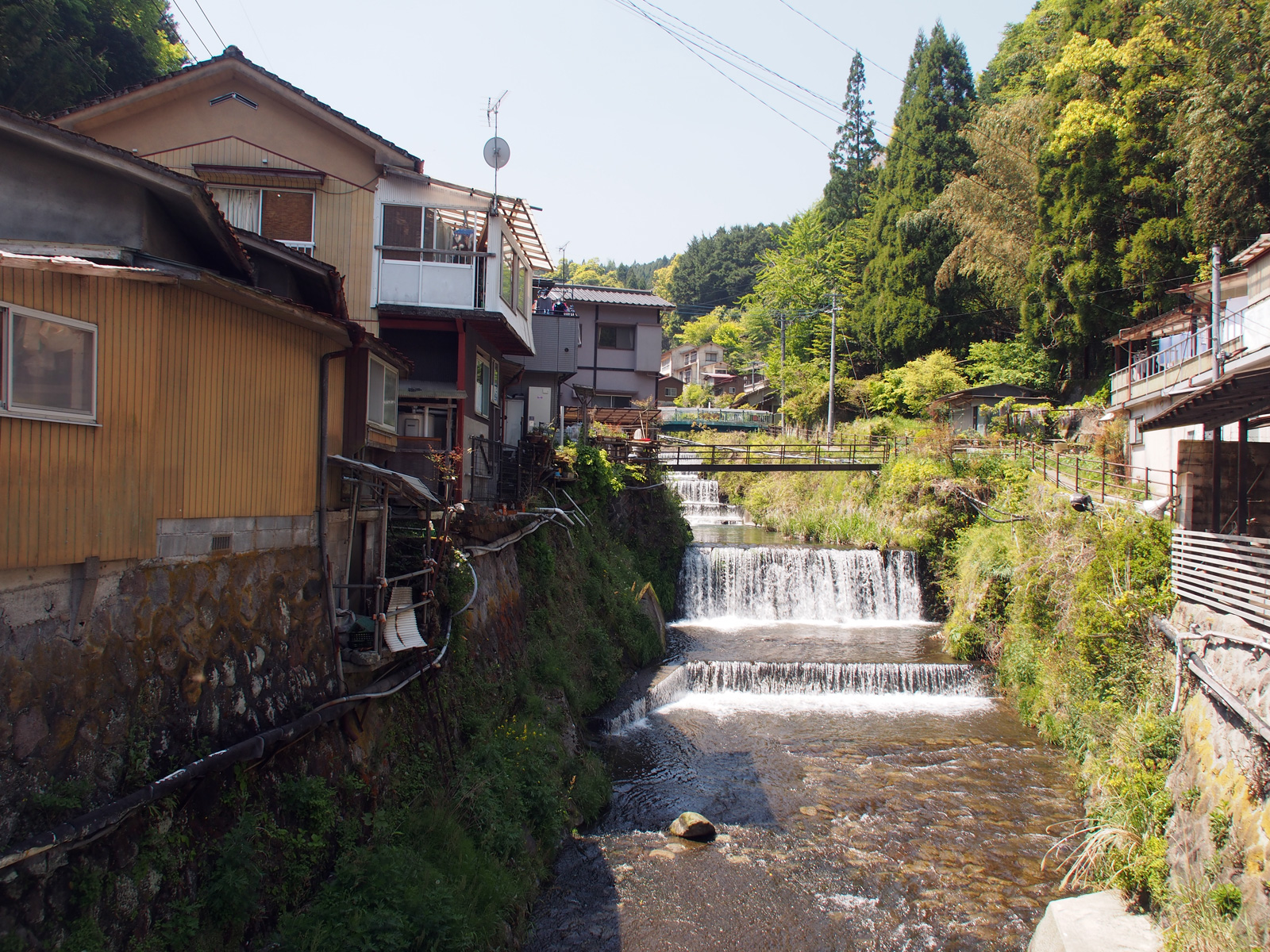
花合野川

- 湯平温泉花合野川